# Ruggero Moro
Ruggero Moro (Carbonera, 7 giugno 1916 – 22 dicembre 1996) è stato un ciclista su strada italiano.
Da dilettante vinse il campionato italiano su strada; fu poi attivo come indipendente dal 1938 al 1941.

## Carriera
Tra i dilettanti nel 1937 vinse la Coppa Città di Bra e il campionato italiano su strada. Passato indipendente nel 1938, non riuscì a vincere alcuna corsa ma ottenne di tanto in tanto qualche piazzamento: al Giro d'Italia 1939 (cui partecipò come "aggruppato" con la torinese S.C. Vigor) fu secondo nella quarta tappa e terzo nella nona, fu poi quarto alla Milano-Torino 1940, quarto alla Milano-Sanremo 1940 e secondo alla Milano-Torino 1941.

## Palmarès
- 1937 (dilettanti)

Coppa Città di Bra
Campionati italiani, Prova in linea dilettanti
- 1939 (G.S. Dopolavoro Fiat)

Coppa San Gottardo
Coppa G.I.L. di Vigliano

## Piazzamenti

### Grandi Giri
- Giro d'Italia

1939: 43º

### Classiche monumento
- Milano-Sanremo

1939: 27º
1940: 4º
1941: 11º
- Giro di Lombardia

1940: 14º